# Dance Moms
Dance Moms ist eine US-amerikanische Reality-Fernsehserie. Sie spielt in Pittsburgh, Pennsylvania und in Los Angeles, Kalifornien an der Abby Lee Dance Company und verfolgt die Karrieren von Kindern im Tanz- und Show-Business, wobei ihre Mütter eine wichtige Rolle spielen. Sowohl Höhepunkte auf dem Weg der Mädchen als auch Dramen zwischen den Müttern sowie der Konkurrenzkampf zwischen den Kindern dominieren die Sendung.

## Produktion
Die Serie wird von den Collins Avenue Productions in den USA über das Competitionteam der Abby Lee Dance Company produziert. Bisher wurden sechs komplette Staffeln der Serie auf dem amerikanischen Sender Lifetime gezeigt. Die sechste Staffel ist am 5. Januar 2016 angelaufen. Die erste Folge der Serie wurde am 13. Juni 2011 gesendet. Bisher wurden bei Lifetime mehr als 140 Episoden ausgestrahlt. Am 3. April 2012 wurde ebenfalls auf Lifetime die erste Folge des Ablegers Dance Moms Miami gezeigt.

## Handlung
In der Abby Lee Dance Company in Pittsburgh, deren Eigentümerin und Betreiberin die Tanzlehrerin Abby Lee Miller ist, lernen junge Mädchen im Alter von 9 bis 13 Jahren tanzen auf professionellem Niveau. Sie reisen Woche für Woche zu verschiedenen Tanz-Wettbewerben und hoffen, eine Einladung zu einem der nationalen Tanzwettbewerbe zu bekommen. Gezeigt werden die Hochs und Tiefs der Wettkampfsaison und die Dramen auf dem Weg zum nationalen Tanztitel. Dabei entwickeln sich auch Rivalitäten zwischen den Müttern. Die Tänze werden überwiegend von Miller und ihren Mitarbeitern choreographiert, mit Ausnahme von einigen Gastchoreographen. Später wurden auch konkurrierende Tanzteams eingeführt. In der 5. Staffel bringt Miller die Gruppe nach Los Angeles.
Aufgrund des steigenden Alters des Elite Teams führte Miller in der 6. Staffel ein sogenanntes Mini Team ein, bestehend aus 6- bis 11-Jährigen. In Staffel 7 jedoch löste sie das Mini Team wieder auf, behielt nur zwei der ursprünglich 5 Tänzerinnen. In der zweiten Hälfte der 7. Staffel trennten sich Kendall, Kalani, Nia und Camryn von Miller und bildeten eine neue Tanzgruppe, genannt „The Irreplaceables“ die nun gegen das Abby Lee Dance Center antraten, Chloe in ihrem Team aufnahmen und von Cheryl Burke trainiert wurden. Miller und die Tänzer ihres Tanzteams verließen die Show schon einige Folgen vor Ende der Staffel.

## Charaktere

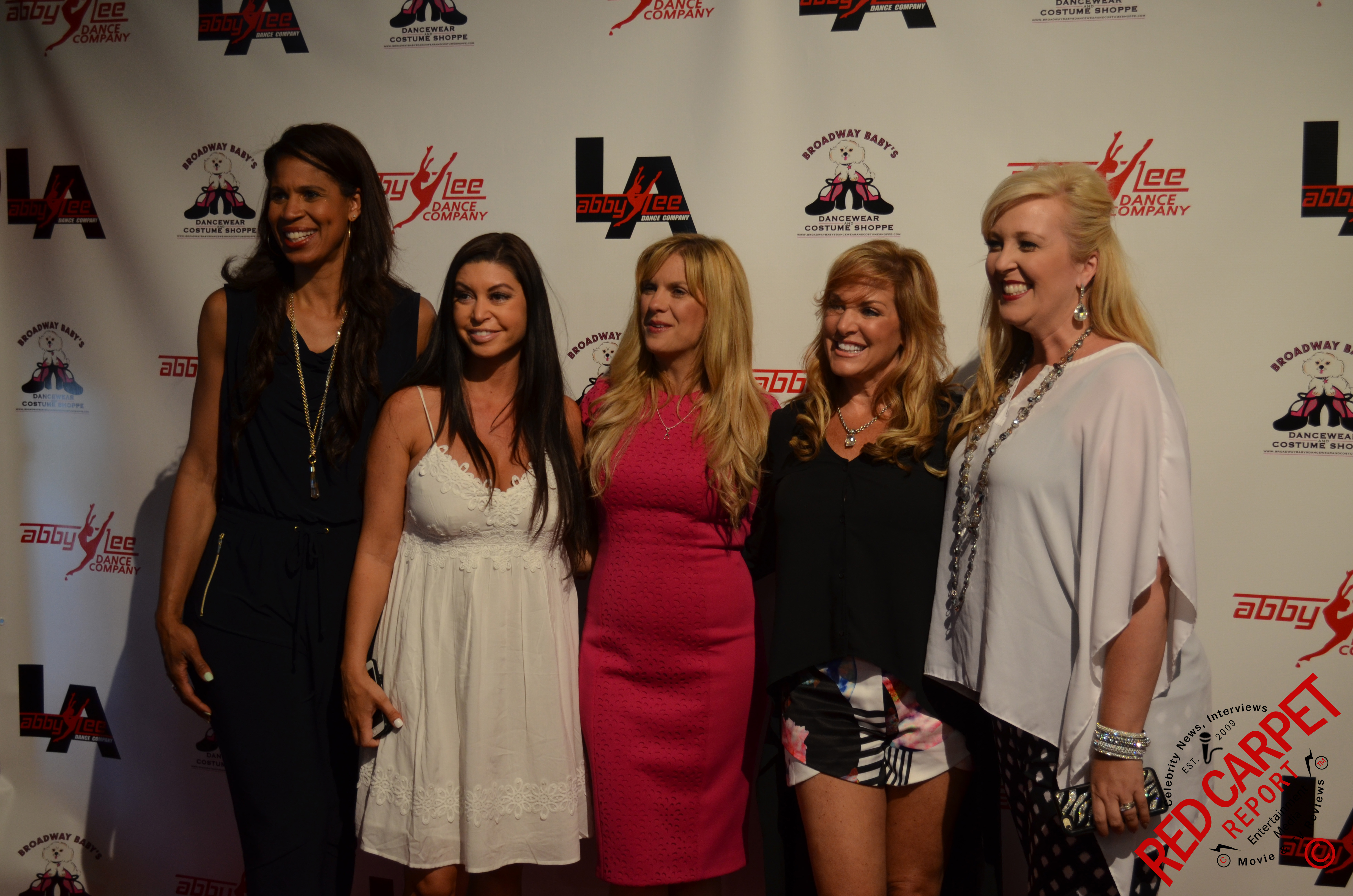
Die „Dance Moms“ bei der Eröffnung der ALDC-LA in Santa Monica im Mai 2015. Von links: Holly Hatcher-Frazier, Kira Girard, Melissa Gisoni, Jill Vertes und Jessalynn Siwa

- Abby Lee Miller gründete mit 14 Jahren ihre eigene Tanzschule.[2] Sie ist Besitzerin und Chef-Choreographin der ALDC. Sie geht mit den Tänzern auf Wettkämpfe in den Vereinigten Staaten. Bei den Müttern ist sie mit Ausnahme von Melissa sehr unbeliebt, da sie keine Scheu davor hat, sowohl die Mädchen als auch ihre Eltern anzuschreien und sie zu bestrafen. In der 6. Staffel steht Abby unter Verdacht von Finanzbetrug, weshalb sie öfters wenig Zeit für das Junior Elite Team hat. Mitte der Staffel 7.5 verlässt Miller die Show, nachdem sich die Hälfte des Teams von ihr losgelöst und eine neue Tanzgruppe gebildet hat, nach vielen Konflikten und aufgrund ihrer bald bevorstehenden Haftstrafe.

- Gianna Martello ist als Dozent für alle Tanz-Genres. Sie ist auch Choreografie-Assistentin für das ALDC Junior Elite Competition Team.

- Melissa Gisoni ist die Mutter von Maddie und Mackenzie. Sie möchte die Karriere ihrer Töchter voranbringen und versucht deswegen oft, das zu machen, was Abby von ihr erwartet. Sie schreckt nicht davor zurück, Abby Geschenke zu machen, damit ihre Kinder Solos bekommen. Die anderen Mütter sind deswegen oft genervt von Melissa. Über sich selbst sagt sie, dass das Tanzen ihre Ehe zerstört hat, aber ihr neuer Mann weiterhin die Rechnungen bezahlt. Nach der ersten Hälfte der 6. Staffel verließ Gisoni mit ihren beiden Töchtern die Sendung, um mehr Zeit für die Karriere ihrer Kinder zu haben.

- Kelly Miller-Hyland ist die Mutter von Paige und Brooke. Sie selbst hat früher Unterricht bei Abby genommen und kennt sie schon ihr ganzes Leben. Trotzdem streitet sie oft mit Abby, weil diese ihre Kinder anmeckert und als dumm bezeichnet. Aus diesem Grund verließ Miller-Hyland in der 4. Staffel mit ihren beiden Töchtern die Show und löste den Vertrag mit der ALDC, sodass Brooke und Paige dort keinen Unterricht mehr nehmen.

- Christi Lukasiak ist die Mutter von Chloe. Sie ist sehr gut mit Kelly befreundet und wird deswegen auch von Abby nicht gemocht. Christi selbst sagt, sie hätte eine sehr harte Kindheit gehabt und wollte deswegen dafür sorgen, dass Chloe es besser hat, als sie selbst. Christi findet es außerdem ungerecht, wie Maddie immer bevorzugt wird, obwohl ihrer Meinung Chloe genauso talentiert ist. Aus diesem Grund streitet sie sich oft mit Abby und verließ in der 4. Staffel, nachdem sich Miller in einem Streit über Chloes Auge lustig gemacht hat, kurz nach Kelly, die Show und löste den Vertrag mit Abby Lee Miller. Zum Ende der ersten Hälfte der siebenten Staffel kehren Chloe und Christi in die Show zurück und treten erst dem Rivalen Abbys dem Tanzstudio MDP und später der neu gegründeten Tanzgruppe „The Irreplaceables“ von Camryn, Nia, Kalani und Kendall bei.

- Holly Frazier ist die Mutter von Nia. Sie hat mehrere Universitätsabschlüsse und arbeitet als Schuldirektorin. Jedoch gab sie ihren Job später auf, um sich ganz auf Nia's Tanzen konzentrieren zu können. Holly ist bei allen beliebt, aber hält sich zurück, wenn es Streit mit Abby gibt, da sie weiß, dass sie mit Diskussionen bei ihr nicht weiterkommt. Ihr ist es wichtiger, dass Nia eine gute Persönlichkeit entwickelt, als die beste Tänzerin zu werden. Holly und Nia sind die einzigen Castmitglieder, die bei jeder Staffel der Serie mitgewirkt haben.

- Jill Vertes ist die Mutter von Kendall. Ihr einziges Ziel ist es, dass Kendall die beste Tänzerin wird. In Staffel 2 wechselt sie kurzzeitig zum Candy Apples Dance Center, kommt jedoch bald wieder zurück zu Abby's Team. (Dieser Tanzstudiowechsel erfolgte nur für die Show, im wirklichen Leben trainierte Kendall nie beim CADC) Jill mit Kendall sind also neben Holly und Nia, die einzigen Castmitglieder, die schon zu den Anfangszeiten Teil des Castes waren und bis zu dem Ende der Show Castmitglied waren.

- Kira Girard ist die Mutter von Kalani. Zuerst nahm sie mit ihrer Tochter an Abby's Ultimate Dance Competition teil und wurde danach von Abby eingeladen mit dem Elite Team zu tanzen. Sie tanzt seit Ende der 4. Staffel dort. Nach Maddie war Kalani immer Abby's Liebling. Kira wurde in der 5. Staffel schwanger und erschien deswegen in ein paar Folgen nicht. Ursprünglich kommen sie und Kalani aus Arizona, wo Kira auch ein eigenes Tanzstudio besitzt.

- Jessalynn Siwa ist die Mutter von Jojo. Sie nahm mit ihrer Tochter an Abby's Ultimate Dance Competition teil, wo sie auch Kalani und Kira kennenlernten, und wurde danach von Abby eingeladen mit dem Elite Team zu tanzen. Sie tanzt seit der 5. Staffel dort. Jojo's Spitzname ist 'Jojo with the Bow Bow', da sie immer eine Schleife im Haar trägt. Jess, wie Jessalynn oftmals nur genannt wird, stammt aus Nebraska und ist dort Tanzlehrerin. Sie verließ mit ihrer Tochter in der 6. Staffel aus persönlichen Gründen die Show.

- Ashlee Allen ist die Mutter von Brynn. Sie kam in der 6. Staffel zum Elite Team und wurde als Maddie's Ersatz vorgestellt, da diese in der Zeit oft unterwegs war und daher nicht mittanzen konnte. Nachdem Maddie aus der Show ausstieg, bezeichnete Abby sie als die Gewinner-Solistin des Teams. Ashlee ist bei den anderen Müttern nicht sehr beliebt und auch Abby mag sie nicht, da sie eher Einzelkämpferin ist. Doch nach einiger Zeit bessert sich das Verhältnis Ashlee's zu den anderen. Ashlee kommt aus Arizona, wo Brynn im gleichen Studio wie Kalani tanzte. Daher kennen sie und Kira sich noch von früher.

- Nia Frazier ist die Tochter von Holly. Sie gehört seit Staffel 1 zum Cast der Serie. Nia wurde von Abby oft schlecht behandelt und bekommt im Vergleich zu den anderen Mädchen wenig Solos, Duetts oder Trios und steht oft hinten bei Gruppentänzen. Doch seit Staffel 5 und seitdem sie mit ihrer Musikkarriere Erfolg hat, wird sie von Abby besser behandelt. Nia sagt nie etwas gemeines über die anderen Tänzerinnen und ist immer zu allen freundlich.
- Kendall Vertes ist die Tochter von Jill. Sie ist seit Staffel 2 Teil des Elite Teams. Kendall gehört weder zu den beliebten noch zu den unbeliebten Tänzerinnen bei Abby. Auch wenn Kendall oft in der vorderen Reihe bei Tänzen steht, bekommt sie nahezu gar keine Hauptrollen in Gruppentänzen. Zu Kendall's stärksten Tanzgenres gehören Jazz und Contemporary.

## Hintergründe
Am 29. Januar 2014 wurde bekannt gegeben, dass Kelly Miller Hyland und ihre Töchter Brooke und Paige bei der Abby Lee Dance Company nicht mehr unter Vertrag und bei Dance Moms ausgestiegen sind. Auch Chloe Lukasiak hat nach der vierten Staffel die Abby Lee Dance Company verlassen und ist in der fünften Staffel von Dance Moms nicht mehr zu sehen. Im Februar 2016 wurde offiziell bekannt, dass Melissa Gisoni mit ihren beiden Töchtern Mackenzie und Maddie die Show am Ende der sechsten Staffel verlässt. Die letzte Folge mit dem Titel Maddie and Mackenzie Say Goodbye wurde am 24. Mai 2016 ausgestrahlt.
Auch Jessalynn Siwa verließ mit ihrer Tochter Jojo aus persönlichen Gründen in der 6. Staffel die Show.

## Nominierungen und Auszeichnungen (Auswahl)
| Jahr | Auszeichnung                | Kategorie                      | Nominierte und Preisträger | Ergebnis  |
| ---- | --------------------------- | ------------------------------ | -------------------------- | --------- |
| 2012 | Teen Choice Awards 2012     | Choice TV Show: Reality Show   | Dance Moms                 | Nominiert |
| 2013 | Teen Choice Awards 2013     | Choice TV Show: Reality Show   | Dance Moms                 | Nominiert |
| 2013 | Teen Choice Awards 2013     | Choice TV: Female Reality Star | Abby Lee Miller            | Nominiert |
| 2013 | BMI Film & TV Award         | BMI Cable Award                | Craig Owens                | Gewonnen  |
| 2014 | Teen Choice Awards 2014     | Choice TV Show: Reality Show   | Dance Moms                 | Nominiert |
| 2014 | Teen Choice Awards 2014     | Choice TV: Female Reality Star | Abby Lee Miller            | Nominiert |
| 2015 | Kids Choice Awards 2015     | Choice TV Show: Reality Show   | Dance Moms                 | Gewonnen  |
| 2015 | Dancer's Choice Awards 2015 | Favorite Dance TV Show/Film    | Dance Moms                 | Gewonnen  |